# 兩西西里的路易吉 (1824-1897)
兩西西里的路易吉（義大利語：Luigi di Borbone-Due Sicilie，1824年7月19日—1897年3月5日），阿奎拉伯爵，兩西西里國王法蘭西斯科一世的第五子。

## 家庭
1844年，路易吉與巴西皇帝佩德羅二世的姐姐雅努阿麗亞結婚，兩人共有2子1女：
1. 路易吉（1845年—1909年）
2. 瑪麗亞·伊莎貝拉（1846年—1859年），早逝
3. 菲利普（1847年—1922年）